# روبرتو گالیا
روبرتو گالیا (به ایتالیایی: Roberto Galia) بازیکن فوتبال اهل ایتالیا است که از سال ۱۹۹۲ میلادی عضو تیم ملی فوتبال ایتالیا بوده و در ۳ بازی ملی حضور داشته‌است. او در بازی‌های ملی‌اش گلی به ثمر نرساند.
روبرتو گالیا آخرین بازی ملی خود را در سال ۱۹۹۲ میلادی انجام داد.